# Центральный совет по туризму и экскурсиям
Центральный совет по туризму и экскурсиям (ЦСТЭ) — государственная структура в ведении профсоюзов, занимавшаяся с 1969 года туристско-экскурсионным обслуживанием населения в стране с задачами: укрепление материальной базы туризма; расширение сети туристских и экскурсионных учреждений; развитие путешествий с использованием различных видов транспорта; вовлечение в туристские походы и экскурсии широких слоёв населения. Стала одной из крупнейших туристских организаций в мире, обслуживающей около 26 млн туристов в год и около 130 млн экскурсантов в год.

## Предыстория
В 1926—1927 годах вопросы туризма как массового движения начинают подниматься в советской печати, в первую очередь в молодёжных газетах. Заметную роль в популяризации туризма в СССР сыграли комсомольские организации и газета «Комсомольская правда»
После преобразования Российского общества туристов в Общество пролетарского туризма (ОПТ) в 1929 году, а затем его объединения с АО «Советский турист» в Общество пролетарского туризма и экскурсий (ОПТЭ) в 1930 году началась эпоха развития массового пролетарского туризма в СССР. Самодеятельный туризм достиг таких масштабов, что назрела необходимость системного регулирования всё возрастающих потребностей трудящихся в туризме и экскурсиях и решения накопившихся вопросов (кадровых и др.), которые уже не могли контролировать самодеятельные общественные организации.

## История создания
После ликвидации ОПТЭ в 1936 году было принято передать туристско-экскурсионное дело в ведение советских профсоюзов (имущество ОПТЭ было передано в ВЦСПС), что положило начало новому уровню развития туризма в СССР:
- организация новых форм управления;
- усиление монополизации;
- государственное планирование капиталовложений;
- подготовка кадров;
- расширение географии рекреационной деятельности (создание материальной базы для рекреационного туризма);
- развитие социального, семейного, самодеятельного и физкультурного движения;
- ограничение внешнего туризма.

Всесоюзному центральному совету профессиональных союзов было поручено руководство организацией:
- местных и дальних экскурсий (маршруты всесоюзного и местного значения);
- массового туризма и альпинизма;
- строительство новых объектов бывшего ОПТЭ.

Этот период (1936—1945) получил в литературе наименование организационно-централизованный, нацеленый на укрепление здоровья людей в сочетании с познавательным направлением туризма. Первоначально руководство самодеятельным туризмом (как части физической культуры) было поручено Всесоюзному совету по физической культуре при ЦИК СССР (позже преобразованный во Всесоюзный комитет по делам физической культуры и спорта). В этом же, 1936 году, ЦИК СССР принял постановление «О развитии туризма и экскурсий в стране», в соответствии с которым при ВЦСПС было образовано Туристско-экскурсионное управление (ТЭУ). 28 ноября 1937 года утвердили «Устав Туристско-экскурсионное управление ВЦСПС». В ведении ТЭУ находились:
- туристские маршруты союзного и местного значения;
- туристско-экскурсионные базы;
- туристские гостиницы;
- имущество ОПТЭ.

В республиках краях и областях были созданы территориальные и городские ТЭУ (где проходили основные туристские маршруты: в Ленинграде, Кисловодске, Сочи, Риге, Симферополе, Тбилиси и других). Фабрично-заводские и местные комитеты профсоюзов приняли руководство и финансирование туристских ячеек. К 1940-му году профсоюзы создали широкую сеть туристических секций на заводах, фабриках, шахтах, стройках, в учебных заведениях, разработали десятки новых туристических маршрутов с итогами этого года: было обслужено более 60 тыс. человек. В годы войны деятельность ТЭУ ВЦСПС была приостановлена до 1945 года. На восстановление туристского хозяйства СССР понадобилось 10 лет для достижения показателей довоенных лет. Согласно постановлению президиума ВЦСПС 1948 года, 20 % путёвок в санатории, профилактории и турбазы и 10 % в дома отдыха трудящиеся получали от профсоюзных комитетов за счёт государственного социального страхования бесплатно, а остальные — за 30 % из стоимости (при этом допускалось приобретение путёвок для членов семей за полную стоимость).
Вместе с тем стояли вопросы улучшения туристического обслуживания на железнодорожном и водном транспорте, увеличивались прямые инвестиции на развитие туризма (капитальное строительство, приобретение инвентаря и оборудования, методическая работа, подготовка кадров и пропаганда). На эти цели За 1949—1954 года по линии ВЦСПС было израсходовано 59,5 млн руб., а отчисления (предоставление льготных путёвок, средства государственного страхования) составили 94,8 млн руб.
С 1960-х годов начались масштабные преобразования, связанные с ростом массовости внутреннего туризма. В управление ВЦСПС были переданы функции Главного курортного управления после его ликвидации. Центральный, республиканские краевые и областные туристско-экскурсионные управления преобразовывались в Центральный (ЦСТ), республиканские, краевые и областные советы по туризму. 30 мая 1969 года было принято совместное постановление ЦК КПСС, Совета Министров СССР и ВЦСПС «О мерах по дальнейшему развития туризма и экскурсий в стране» согласно которому ВЦСПС было получено руководство туризмом и экскурсионной работой, а также организация экскурсий в СССР. ЦСТ преобразовывался в Центральный совет по туризму и экскурсиям (ЦСТЭ).

## Деятельность в СССР
Центральный совет по туризму и экскурсиям ВЦСПС с момента своего основания с 1969 года принял ряд практических мер по развитию туризма и экскурсий, призванные обеспечить задачи постановления «О мерах по дальнейшему развитию туризма и экскурсий в стране». 14 марта 1969 года Президиум ВЦСПС выпускает постановление «О приёме на туристских маршрутах родителей с детьми». Во исполнение этого постановления ЦСТЭ утвердил в 1970 году 80 туристских семейных маршрутов (с детьми от 12 лет и старше). В 1977 году на 578 маршрутах ЦСТЭ ВЦСПС побывало 750 тыс. родителей с детьми. С 1978 года в соответствии с постановлением Президиума «О мерах по дальнейшему развитию семейного отдыха» ЦСТЭ разработало путёвки для семей из двух, трех, четырёх человек. Такие путёвки профкомы могли выделять рабочим и служащим за 30 % стоимости или бесплатно за счёт средств социального страхования.
В 1970 году утверждена эмблема Центрального совета по туризму и экскурсиям и инструкция по её использованию и применению. Эмблема шестерёнки (профсоюзы), розы ветров (символ туризма и экскурсий) с надписью «Турист» стала применяться повсеместно.
При советах по туризму были созданы маршрутно-квалификационные комиссии и контрольно-спасательная служба. Также продолжалась работа по созданию новых маршрутов самодеятельных туристских путешествий. По результатам работы шести экспедиций, организованных по решению Центрального совета по туризму и экскурсиям в 1969 году в Саянах, Прибайкалье, на Восточном Кавказе и Памире, было сформировано более 60 пеших, горных, водных и комбинированных маршрутов I—V категорий сложности и созданы фильмы, например, картина «Тем, кто пойдет с нами» получила приз на Всесоюзном конкурсе любительских фильмов. ЦСТЭ провёл в 1970 году собственный смотр-конкурс среди городских и районных клубов туристов.
Возрастала научная составляющая туризма. Среди научных учреждений в системе ЦСТЭ ВЦСПС в 1976 году открылась Всесоюзная научно-исследовательская лаборатория по туризму и экскурсиям (ВНИЛТЭ) для исследования и решения вопросов отдыха и туризма. Деятельность ВНИЛТЭ включала социологические исследования, рассмотрение предложений и проведение испытаний новых образцов туристского инвентаря и снаряжения, издания методических материалов, например, настенной карты «Туризм и экскурсии в СССР», которая вышла большим тиражом.
По просьбе ЦСТЭ географические факультеты Ростовского и Белорусского государственных университетов в июне 1977 года выпускники получили специальности по краеведению, методике и организации экскурсионного дела.
16 июля 1976 года ВЦСПС создал единый общественный туристский орган — Федерацию туризма ЦСТЭ с задачами, связанными в первую очередь с физическим совершенствованием, активным отдыхом и оздоровлением трудящихся, их привлечением к природоохранной и другим общественно-полезным видам деятельности. Председателем был избран С. В. Журавлёв, заместитель председателя Всесоюзного совета ДСО профсоюзов. В 1985 году федерация стала именоваться Всесоюзной с федерациями на местах: республиканскими, краевыми и областными. Председателем Всесоюзной Федерации был назначен известный турист, заслуженный мастер спорта В. Д. Тихомиров. Одним из самых массовых к концу 1970-х годов стал пешеходный туризм (поход-кросс). 1 мая 1981 года Президиум ЦСТЭ утвердил новые учебные планы и программы подготовки туристских общественных кадров, а Центральные туристские курсы были преобразованы в Институт повышения квалификации работников туристско-экскурсионных организаций ЦСТЭ с филиалами в Киеве, Краснодаре, Ленинграде, Красноярске, Свердловске, Барнауле, учебные центры и курсы во всех регионах страны.
К 1981 году в системе ЦСТЭ работали 963 туристских организаций, которые могли принять одновременно 361 000 человек. Дальнейшее развитие получили транспортные путешествия. Всего за время Олимпийских игр было принято и обслужено более 340 тыс. иностранных туристов, из них система профсоюзного туризма ЦСТЭ — 118,9 тыс.
В связи с совместным постановлением ЦК КПСС, Совета Министров СССР и ВЦСПС «О дальнейшем развитии и совершенствовании туристско-экскурсионного дела в стране» от 31 октября 1980 года № 983, которое обозначило новую веху развития туристско-экскурсионного дела в Советском Союзе, ЦСТЭ разработал план соответствующих мероприятий. Для координации усилий был создан Межведомственный совет по туризму и экскурсиям, в состав которого вошли представители 22 министерств и ведомств. В его структуре действовало 9 рабочих комиссий и групп, а также аналогичные советы, которые работали в республиках, краях и областях. Актуальные вопросы, которые рассматривал Межведомственный совет:
- Методика оценки эффективности хозяйственных мероприятий в области туризма (1983);
- Рациональная организация питания туристов (1984);
- Отраслевые, территориальные и генеральные схемы развития туризма и экскурсий в стране (1984—1985)
- Пути и методы повышения эффективности самодеятельного туризма (1985) и др.

Внедрение этих решений содействовали качественным и количественным показателям за 1981—1985 годы по обслуживанию:
- 200 млн туристов;
- почти 1 млрд экскурсантов;
- 150 млн участников самодеятельного туризма и маршрутов выходного дня.

Экономический эффект:
- Общий объём услуг вырос с 1578 млн руб до 2100 млн руб.

Количество бюро путешествий и экскурсий увеличилось с 691 до 900. Увеличилось количество (1981 и 1985 годы):
- железнодорожных рейсов с 9 тыс. до 13 тыс.;
- теплоходных — с 6,4 тыс. до 6,9 тыс.;
- авиационных — с 39 тыс. до 58 тыс.;
- автобусных — с 255 тыс. до 281 тыс.

Улучшилась и выросла сеть предприятий питания, принадлежащих туристко-экскурсионным организациям профсоюзов. Туризм за эти годы преобрёл черты массового, народного. Туристские экскурсионные организации и предприятия были освобождены от налогов, им предоставлялись банковские кредиты на развитие материальной базы, например, государственные кредиты под 2 % годовых на строительство таких крупных комплексов, как «Измайловский»", «Центральный дом туриста», гостиница «Турист». Профсоюзы и ЦСТЭ после проведения Олимпиады-80 рассчитались по этим кредитам в течение пяти лет.
В эти годы речные и морские круизы осуществлялись на 135 речных судах (по рекам Волга, Кама, Дон, Лена, Енисей, Днепр) и на более чем 20 лайнерах по морям и океанам. В системе профсоюзного туризма работало более 12 тыс. автобусов (до 2 тыс. автобусов ежегодно поставлялось с Львовского автостроительного завода и 100 автобусов типа «Икарус» из Венгрии). До 100 туристских пассажирских поездов находились в аренде ЦСТЭ.

### Аппарат ЦСТЭ
Структура Центрального совета по туризму и экскурсиям (ЦСТЭ) в ВЦСПС состояла из председателя, первого заместителя, 4-х заместителей председателя, помощника председателя, секретариата и имела следующую структуру (со смежными организациями) в 1987 году:
- Руководство
- Научно-технический совет
- Управление туристских учреждений и маршрутов
- Экскурсионное управление
- Управление транспортных путешествий
- Управление самодеятельного туризма
- Управление по советскому туризму за границу
- Управление по иностранному туризму
- Управление кадров и организационной работы
- Планово-экономическое управление
- Управление бухгалтерского учёта, методологии и расчётов
- Контрольно-ревизионное управление
- Управление капитального строительства
- Управление материально-технического снабжения и промышленных предприятий
- Отдел пропаганды и рекламы
- Юридический отдел
- Отдел математических методов планирования, управления и средств связи
- Инспекция по контролю
- Управление делами
- Второй отдел
- Отдел международных туристических организаций и оформления выезда делегаций в зарубежные страны
- Центральный методический кабинет по пропаганде туризма и экскурсий
- Центральное бюро реализации туристско-экскурсионных путёвок
- Институт повышения квалификации работников туристско-экскурсионных организаций (Московская область, г. Сходня, Октябрьская ул., д. 10)
- Всесоюзная научно-исследовательская лаборатория по туризму и экскурсиям (Московская область, г. Сходня, Октябрьская ул., д. 10)
- Центральное рекламно-информационное бюро «Турист» (Москва, ул. Горького, д. 12) (ЦРИБ «Турист»[29], с 1970 г.)
- Московский городской совет по туризму и экскурсиям (Москва, Измайловское ш., д. 71, корп. «А»)
- Бюро реализации туристско-экскурсионных путёвок (Москва, Большая Коммунистическая ул., 4,. стр. 3)

- Бюро реализации туристско-экскурсионных путёвок (Москва, Ново-Басманная ул., 7)
- Алтайский краевой совет по туризму и экскурсиям
- Амурский областной совет по туризму и экскурсиям
- Архангельский областной совет по туризму и экскурсиям
- Астраханский областной совет по туризму и экскурсиям
- Башкирский областной совет по туризму и экскурсиям
- Белгородский областной совет по туризму и экскурсиям
- Брянский областной совет по туризму и экскурсиям
- Бурятский областной совет по туризму и экскурсиям
- Владимирский областной совет по туризму и экскурсиям
- Волгоградский областной совет по туризму и экскурсиям
- Вологодский областной совет по туризму и экскурсиям
- Горьковский областной совет по туризму и экскурсиям
- Дагестанский областной совет по туризму и экскурсиям
- Воронежский областной совет по туризму и экскурсиям
- Ивановский областной совет по туризму и экскурсиям
- Иркутский областной совет по туризму и экскурсиям
- Кабардино-Балкарский областной совет по туризму и экскурсиям
- Калининский областной совет по туризму и экскурсиям
- Калининградский областной совет по туризму и экскурсиям
- Калмыкский областной совет по туризму и экскурсиям
- Калужский областной совет по туризму и экскурсиям
- Камчатский областной совет по туризму и экскурсиям
- Карельский областной совет по туризму и экскурсиям
- Кемеровский областной совет по туризму и экскурсиям
- Кировский областной совет по туризму и экскурсиям
- Коми областной совет по туризму и экскурсиям
- Костромской областной совет по туризму и экскурсиям
- Краснодарский краевой совет по туризму и экскурсиям
- Красноярский краевой совет по туризму и экскурсиям
- Куйбышевский областной совет по туризму и экскурсиям
- Курганский областной совет по туризму и экскурсиям
- Курский областной совет по туризму и экскурсиям
- Ленинградский областной совет по туризму и экскурсиям
- Липецкий областной совет по туризму и экскурсиям
- Магаданский областной совет по туризму и экскурсиям
- Марийский областной совет по туризму и экскурсиям
- Мордовский областной совет по туризму и экскурсиям
- Московский городской совет по туризму и экскурсиям (Москва, Измайловское ш., д. 71, корп. «А»)
- Московский областной совет по туризму и экскурсиям (Москва, Каланчевский тупик, д. 4/2)
- Мурманский областной совет по туризму и экскурсиям
- Новгородский областной совет по туризму и экскурсиям
- Новосибирский областной совет по туризму и экскурсиям
- Омский областной совет по туризму и экскурсиям
- Оренбургский областной совет по туризму и экскурсиям
- Орловский областной совет по туризму и экскурсиям
- Пензенский областной совет по туризму и экскурсиям
- Пермский областной совет по туризму и экскурсиям
- Приморский краевой совет по туризму и экскурсиям
- Псковский областной совет по туризму и экскурсиям
- Ростовский областной совет по туризму и экскурсиям
- Рязанский областной совет по туризму и экскурсиям
- Саратовский областной совет по туризму и экскурсиям
- Сахалинский областной совет по туризму и экскурсиям
- Свердловский областной совет по туризму и экскурсиям
- Северо-Осетинский областной совет по туризму и экскурсиям
- Смоленский областной совет по туризму и экскурсиям
- Ставропольский краевой совет по туризму и экскурсиям
- Тамбовский областной совет по туризму и экскурсиям
- Татарский областной совет по туризму и экскурсиям
- Томский областной совет по туризму и экскурсиям
- Тувинский областной совет по туризму и экскурсиям
- Тульский областной совет по туризму и экскурсиям
- Тюменский областной совет по туризму и экскурсиям
- Удмуртский областной совет по туризму и экскурсиям
- Ульяновский областной совет по туризму и экскурсиям
- Хабаровский краевой совет по туризму и экскурсиям
- Челябинский областной совет по туризму и экскурсиям
- Чечено-Ингушский областной совет по туризму и экскурсиям
- Читинский областной совет по туризму и экскурсиям
- Чувашский областной совет по туризму и экскурсиям
- Эльбрусский совет по туризму и экскурсиям
- Якутский областной совет по туризму и экскурсиям
- Ярославский областной совет по туризму и экскурсиям

- Директор
- Заместитель директора
- Главный методист
- Методисты (4 кабинета)
- Бухгалтерия
- Приёмная
- Заместитель директора по вопросам труда (Филиал Павильона)

- Главный редактор
- Заместитель главного редактора
- Приёмная

### Руководители ЦСТЭ ВЦСПС
- Алексей Хуршудович Абуков — Председатель ЦСТЭ ВЦСПС с 1969 по 1989 г.[24]
- Виктор Георгиевич Пугиев — Председатель ЦСТЭ ВЦСПС с 1989 г.[38]

## Деятельность в России
Преобразование советских туристских организаций в акционерные общества с начала 1990-х годов диктовалось формированием туристического рынка Российской Федерации. На базе Российского республиканского совета по туризму и экскурсиям образовалась Российская ассоциация социального туризма. Правопреемником ЦСТЭ стал ЦСТЭ Всеобщей конфедерации профсоюзов СССР, затем Центральный совет (после ряда переименований) акционировался в ОАО «ЦСТЭ-ИНТУР Центральный совет по туризму», который также входил в структуру Федерации независимых профсоюзов России. В 1992 году на базе Института повышения квалификации работников туристско-экскурсионных организаций ЦСТЭ была создана Российская международная академия туризма (РМАТ), ректором которой стал доктор исторических наук, профессор, учёный и крупный организатор туризма в СССР Валерий Александрович Квартальнов. Функции по управлению отраслью перешли с 1993 года в ведение Комитета по туризму Российской Федерации.
ОАО «Центральный совет по туризму и отдыху» (правопреемник Центрального совета по туризму и экскурсиям) к 2016 году стал крупным холдингом в сфере отечественного туризма c гостиничными и санаторно-курортными предприятиями в Москве, Московской области, Санкт-Петербурге и Ставропольском крае. Президент холдинга — В. Г. Пугиев.